# Adeline Gray
Adeline Maria Gray (Denver, 15 de enero de 1991) es un deportista estadounidense que compite en lucha libre.
Participó en dos Juegos Olímpicos de Verano, obteniendo una medalla de plata en Tokio 2020, en la categoría de 76 kg, y el séptimo lugar en Río de Janeiro 2016 (categoría de 75 kg). Ganó nueve medallas en el Campeonato Mundial de Lucha entre los años 2011 y 2023.

## Palmarés internacional
| Juegos Olímpicos   | Juegos Olímpicos           | Juegos Olímpicos  | Juegos Olímpicos |
| Año                | Lugar                      | Medalla           | Categoría        |
| ------------------ | -------------------------- | ----------------- | ---------------- |
| 2020               | Tokio (Japón)              | Medalla de plata  | 76 kg            |
| Campeonato Mundial |                            |                   |                  |
| Año                | Lugar                      | Medalla           | Categoría        |
| 2011               | Estambul (Turquía)         | Medalla de bronce | 65 kg            |
| 2012               | Edmonton (Canadá)          | Medalla de oro    | 67 kg            |
| 2013               | Budapest (Hungría)         | Medalla de bronce | 72 kg            |
| 2014               | Taskent (Uzbekistán)       | Medalla de oro    | 75 kg            |
| 2015               | Las Vegas (Estados Unidos) | Medalla de oro    | 75 kg            |
| 2018               | Budapest (Hungría)         | Medalla de oro    | 76 kg            |
| 2019               | Nursultán (Kazajistán)     | Medalla de oro    | 76 kg            |
| 2021               | Oslo (Noruega)             | Medalla de oro    | 76 kg            |
| 2023               | Belgrado (Serbia)          | Medalla de bronce | 76 kg            |